# Näringslivskluster

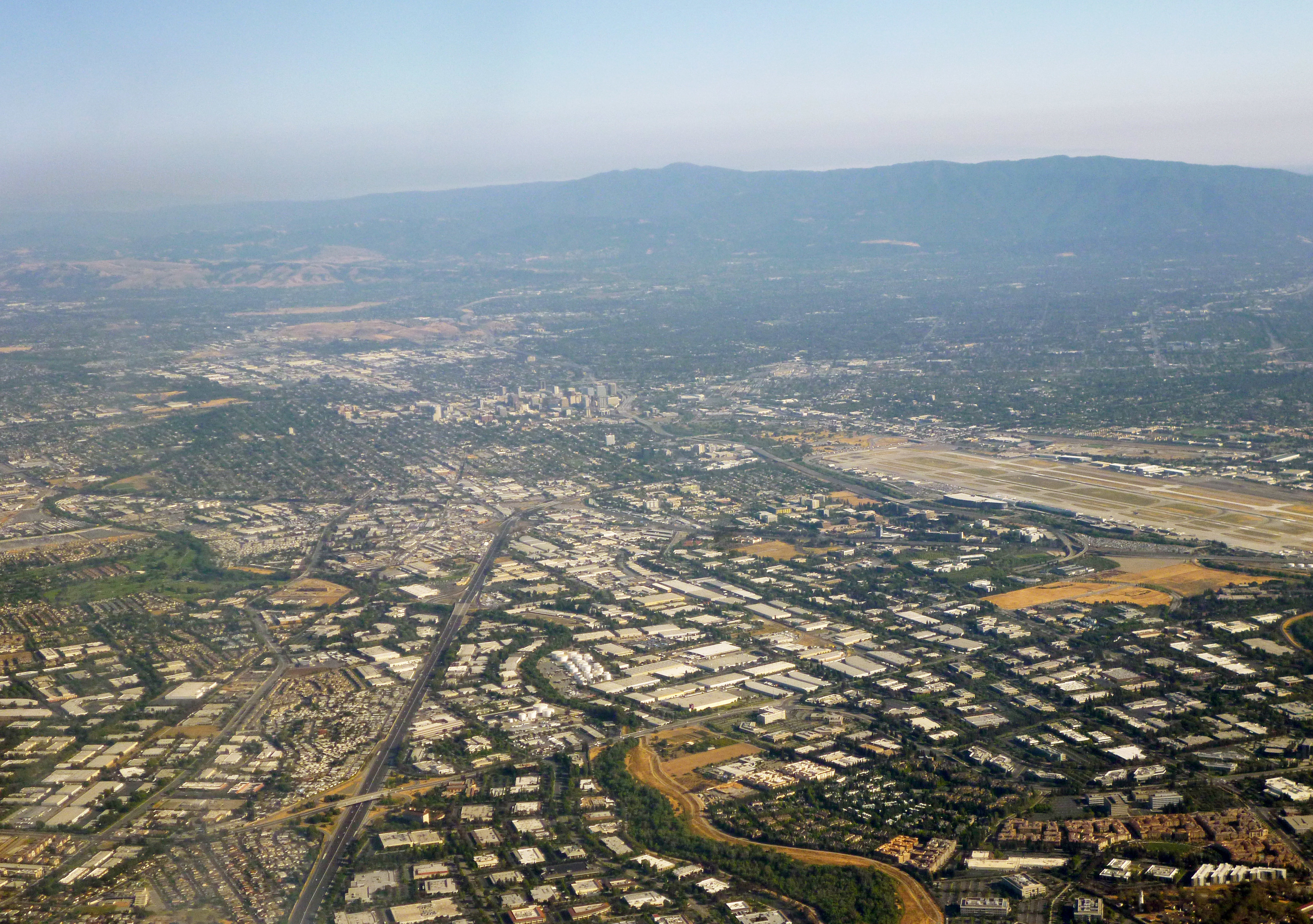
Silicon Valley i Kalifornien, USA brukar beskrivas som ett näringslivskluster inom högteknologisk industri

Ett näringslivskluster eller bara kluster är en geografiskt avgränsad miljö, inom vars "gränser" företag inom liknande branscher, under konkurrens och samverkan, producerar en "speciell" slutprodukt.
Kluster startar ofta som företagsnätverk där det primära syftet är att skapa gemensamma samarbetsområden eller plattformar utifrån vilka man kan skapa kostnadsbesparingar såsom inköpssamverkan eller gemensam profilering. På sikt kan dock nätverket komma att utveckla gemensamma produkter eller sälja in sig till nya kunder och nya marknader. När företagen börjar skapa värden för varandra börjar klustringen att ta form. 
Exempel på kluster är Silicon Valley utanför San Francisco i USA och Kista i Stockholm, Sverige.
Positiva effekter av klustring:
1. Klustring ökar tillgång på spetskompetens, människor flyttar till platser där det finns en arbetsmarknad och möjlighet till karriär inom sitt område.
2. Klustring stimulerar till innovation, kunskapsutveckling och kunskapsutbyte eftersom människor kan röra sig mellan företagen i klustret; kunskap delas och utvecklas på detta sätt.
3. Klustring reducerar kostnader och ökar produktivitet eftersom fler gör samma sak. Detta innebär specialisering och den regionala konkurrensen ökar.
4. Klustring skapar en självgenererande kritisk massa för tillväxt. För att bibehålla detta måste dock klustret uppgradera och förnya sig.[källa behövs]